# Hybomitra tardigrada
Hybomitra tardigrada är en tvåvingeart som beskrevs av Xu och Liu 1985. Hybomitra tardigrada ingår i släktet Hybomitra och familjen bromsar. Inga underarter finns listade i Catalogue of Life.